# Boeing Building
El Boeing Building (anteriormente conocido como Boeing International Headquarters y también como Morton-Thiokol International Building) es un rascacielos de 36 plantas ubicado en Near West Side, Chicago. El edificio, ubicado en 100 North Riverside Plaza, se encuentra en la orilla oeste del río Chicago, justo frente al Chicago Loop. El edificio fue diseñado con un sistema estructural de cerchas de acero que soportan su esquina suroeste suspendida para evitar las vías del tren Metra que se encuentran justo debajo.
Se construyó originalmente para Morton Salt Company en 1990, pero quedó prácticamente inactivo una década después, tras la adquisición y reducción de personal de la empresa. Boeing trasladó allí su sede corporativa en 2001, tras la decisión de trasladar Seattle a Chicago. Para 2021, mientras los ejecutivos de Boeing lidiaban con las consecuencias políticas y económicas de la suspensión de vuelo del Boeing 737 MAX y el impacto en la aviación de la pandemia de COVID-19, Reuters informó que el cambio de prioridades había convertido el edificio en un pueblo fantasma. Boeing finalmente anunció al año siguiente que trasladaría su sede corporativa a Arlington, Virginia, donde se encuentra su división de defensa; la división se trasladó allí desde San Luis en 2017.